# Draconema articum
Draconema articum är en rundmaskart som beskrevs av Hans August Kreis 1937. Draconema articum ingår i släktet Draconema och familjen Draconematidae. Inga underarter finns listade i Catalogue of Life.